# Crotalaria chamaepeuce
Crotalaria chamaepeuce är en ärtväxtart som beskrevs av Roger Marcus Polhill. Crotalaria chamaepeuce ingår i släktet sunnhampor, och familjen ärtväxter. Inga underarter finns listade i Catalogue of Life.